# Атерины
Атерины (лат. Atherina) — род лучепёрых рыб семейства атериновых (Atherinidae).   

## Описание
Тело удлинённое, несколько сжато с боков, длина от 8 до 20 см.

## Распространение
Распространены в восточной части Атлантического океана. Некоторые представители рода встречаются в Средиземном, Чёрном и Азовском морях.

## Поведение
Морские пелагические стайные рыбы.

## Классификация
В состав рода включают 5 видов:
- Atherina boyeri Risso, 1810 — Южноевропейская атерина
- Atherina breviceps Valenciennes, 1835
- Atherina hepsetus Linnaeus, 1758 — Короткорылая атерина, или атлантическая атерина
- Atherina lopeziana Rossignol & Blache, 1961
- Atherina presbyter Cuvier, 1829 — Западноевропейская атерина